# Vlag van Agder

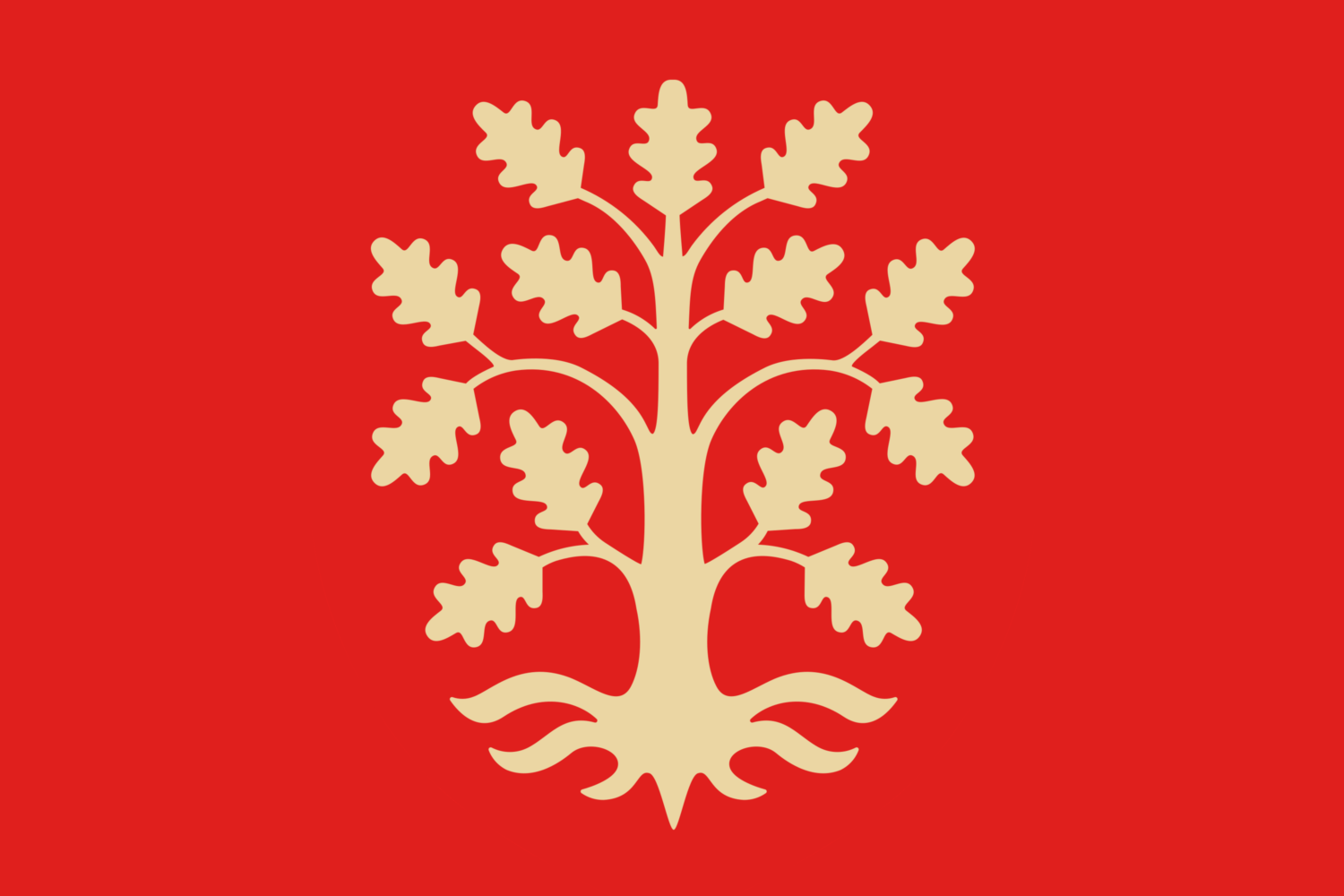
Vlag van Agder

De vlag van Agder vertegenwoordigt de Noorse provincie Agder. De provincie werd opgericht op 1 januari 2020, toen de oude provincies Vest-Agder en Aust-Agder werden samengevoegd.
De vlag is een wapenvlag die het ontwerp van de vlag van Vest-Agder combineert met de kleuren van Aust-Agder. Er staat een gouden (gele) uitgerukte eik met 13 bladeren op een rode achtergrond op afgebeeld.

## Verwante afbeeldingen

Wapen van Agder
Vlag van Vest-Agder
Vlag van Aust-Agder